# Rehdiger (Adelsgeschlecht)

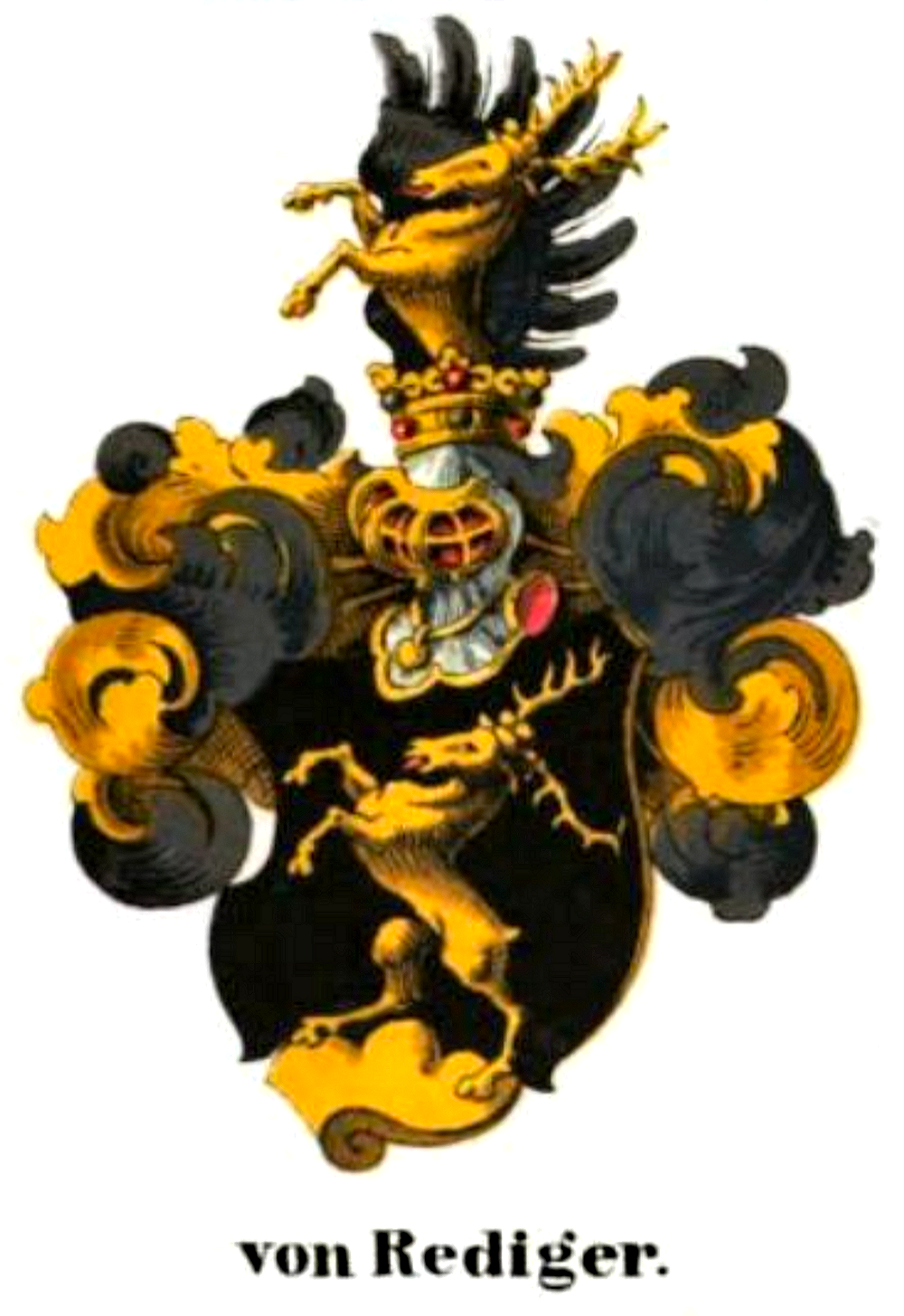
Wappen derer von Rehdiger (Rediger) in Leonhard Dorsts Schlesischem Wappenbuch von 1842

Rehdiger, auch Rhediger, Redinger, Rüdinger, war der Name eines im 16. Jahrhundert in Breslau einflussreichen Geschlechts, das in den schlesischen Landadel aufging.

## Geschichte

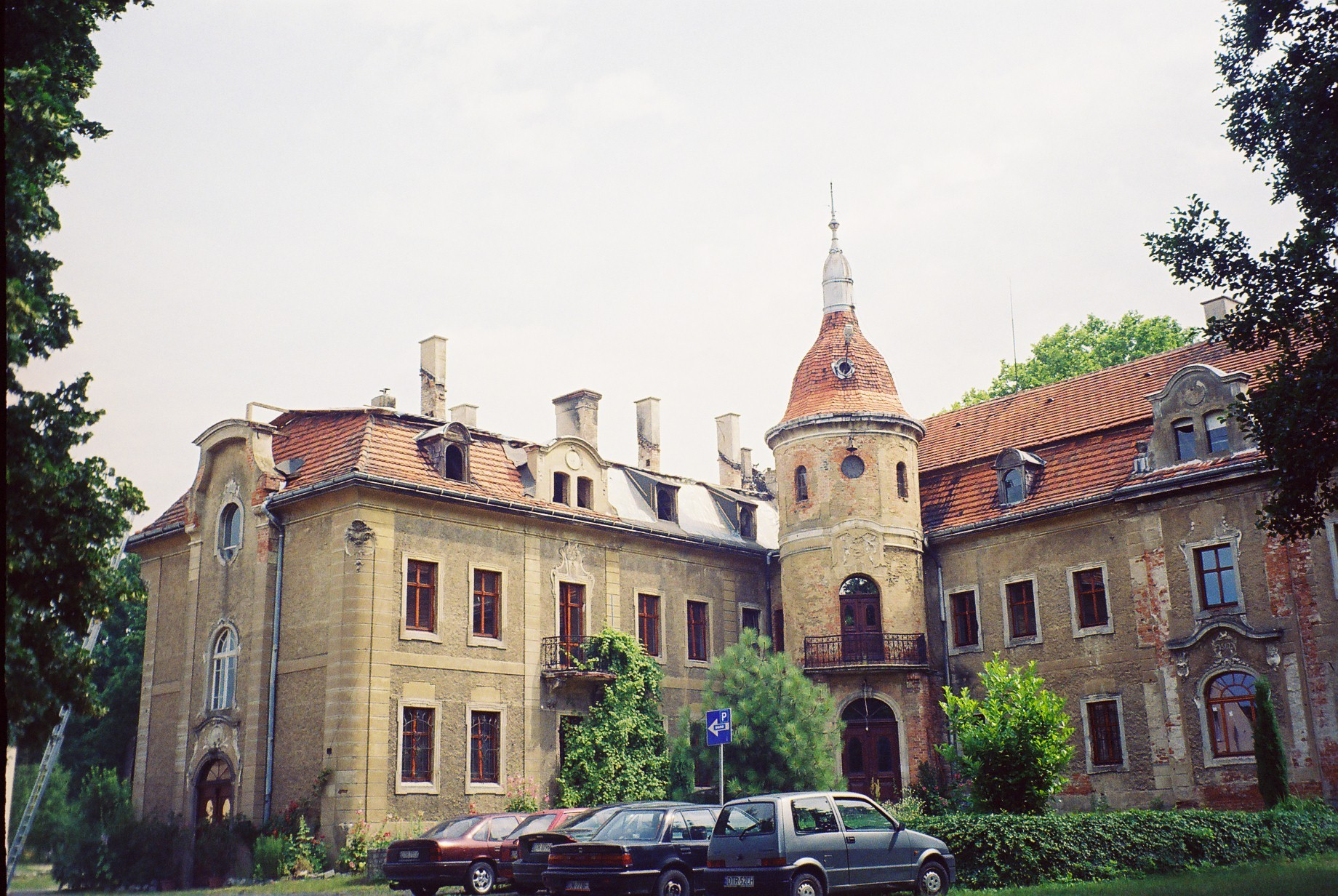
Schloss Striese, Stammsitz der Rehdiger

Die Herkunft des Stammvaters Nikolaus des Älteren, der sich Rudinger, Rudiger, Rüdiger nannte, während sich die Söhne Rediger, Redinger, Rehdiger, Rhediger schrieben und ein Reh im Wappen führten, ist noch unerforscht. Er erwarb sich durch Großhandel und Bergbau ein sehr stattliches Vermögen und kaufte mehrere Rittergüter, darunter den Familienstammsitz Striesa (Striese) im Herzogtum Oels. Er wurde im Juli 1541 in Regensburg in den Reichsadelsstand erhoben. Mehrere seiner Söhne zeichneten sich durch einen lebhaften Eifer für die Wissenschaften aus, sowie durch eine ausgesprochene Neigung, Literatur- und Kunstschätze zu sammeln. Sein ältester Sohn war Nicolaus Rehdiger der Jüngere (* 1525; † 1587) war Großhändler, Bankier, Landeshauptmann des Fürstentums Breslau und Mäzen. Sein jüngster Bruder war Thomas Rehdiger (* 1540; † 1576) war Gelehrter und Stifter der nach ihm benannten Bibliothek. Die Söhne erhielten am 6. Dezember 1555 eine Wappenbesserung. Stammvater Nikolaus der Ältere hinterließ des Weiteren Anna, Hedwig, Martha, Magdalena, Katharina, Eva, Adam, Johann, Daniel und Jakob. Adam heiratete Corona Frenzel von Königshain, eine Tochter Joachim Frenzels. Aus ihrer Ehe entstammen der Ritter des heiligen Grabes zu Jerusalem Adam, Anna Justina (* 1572 in Görlitz; † Ende 1595 in Albrechtsdorf), Corona († 16. Juli 1598; unverheiratet) und Joachim (* 1562; † 1586 in Padua).
1859 heiratete Johanna Luise Marie Elise von Rehdiger (1829–1892) in Striese den preußischen General Karl von Witzendorff (1824–1891). Nachdem das Geschlecht derer von Rehdiger mit Elises Bruder Albrecht von Rehdiger 1904 im Mannesstamm ausgestorben war, erhielt Elises und Karl von Witzendorffs einziger Sohn, der preußische Oberst Hans Georg Adolf von Witzendorff (* 1863) durch preußische Allerhöchste Kabinettsorder im Jahr 1913 die Namen- und Wappenvereinigung als von Witzendorff-Rehdiger, die eigentlich an den Besitz des von den Rehdiger rührenden Familienfideikommisses Rittergut Striese bei Breslau geknüpft war, wo die jeweilige Gutsbesitzerfamilie ansässig war.
Wenige Zeit vor Ende des Zweiten Weltkriegs, Ende Januar 1945, rückten Soldaten der Roten Armee in das Gutsdorf Striese ein und erschossen das Gutsbesitzerehepaar Hans und Margarete von Witzendorff-Rehdiger. Bald nach der Besetzung von Striese durch die sowjetischen Streitkräfte diente das Schloss Striese als Hauptquartier eines sowjetischen Armeekommandos. Zugleich war es Sammelplatz für die in der Schlacht um Breslau in Gefangenschaft geratenen deutschen Offiziere. Nach Abzug der Sowjet-Soldaten wurde im leergeräumten Schloss Wohnungen für Arbeiter eingerichtet. Da also das Rehdiger-Gut Striese durch die historischen Prozesse gegen bzw. nach Ende des Zweiten Weltkriegs verloren ging, erhielt der Enkel des ersten Witzendorff-Rehdiger, Peter von Witzendorff, Leutnant außer Dienst, 1958 zu Marburg an der Lahn eine adelsrechtliche Nichtbeanstandung der Namensform von Witzendorff-Rehdiger, durch Beschluss des Ausschusses für adelsrechtliche Fragen der Deutschen Adelsverbände.

## Wappen
Blasonierungen
- Das Wappen von 1541 zeigt in Silber auf grünem Berg einen aufgerichteten natürlichen Rehbock mit fünfendigem Gehörn. Auf dem Helm mit schwarz-silbernen Helmdecken der Rehbock wachsend.
- Das Wappen von 1555 zeigt in Schwarz auf goldenem Dreiberg einen aufgerichteten gekrönten goldenen Rehbock mit fünfendigem Gehörn. Auf dem Helm mit schwarz-goldenen Decken der Rehbock wachsend vor geschlossenem schwarzen Flug.[8]

Wappenbilder

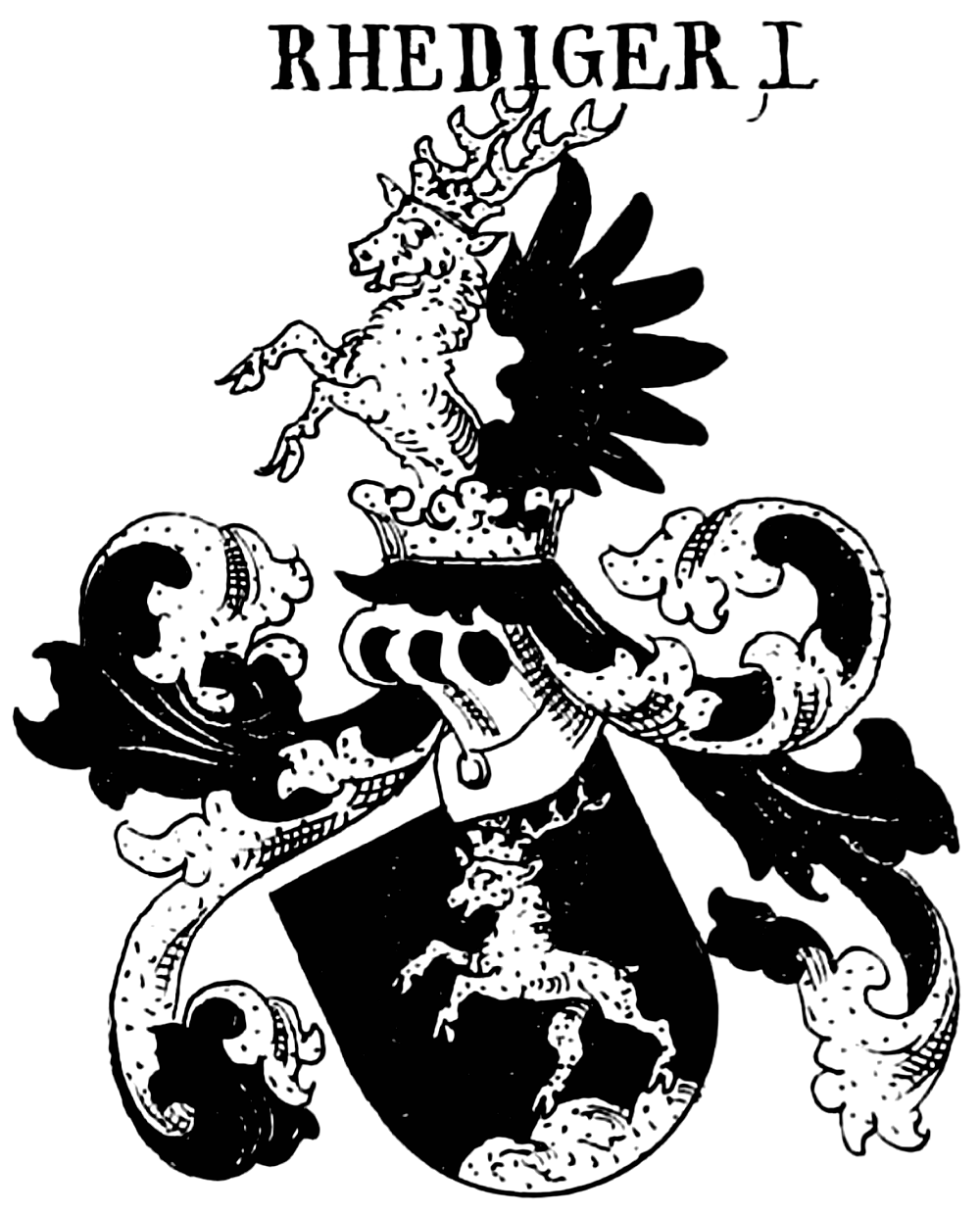
Wappen derer von Rehdiger in Siebmachers Wappenbuch (Konrad Blažek, 1894)
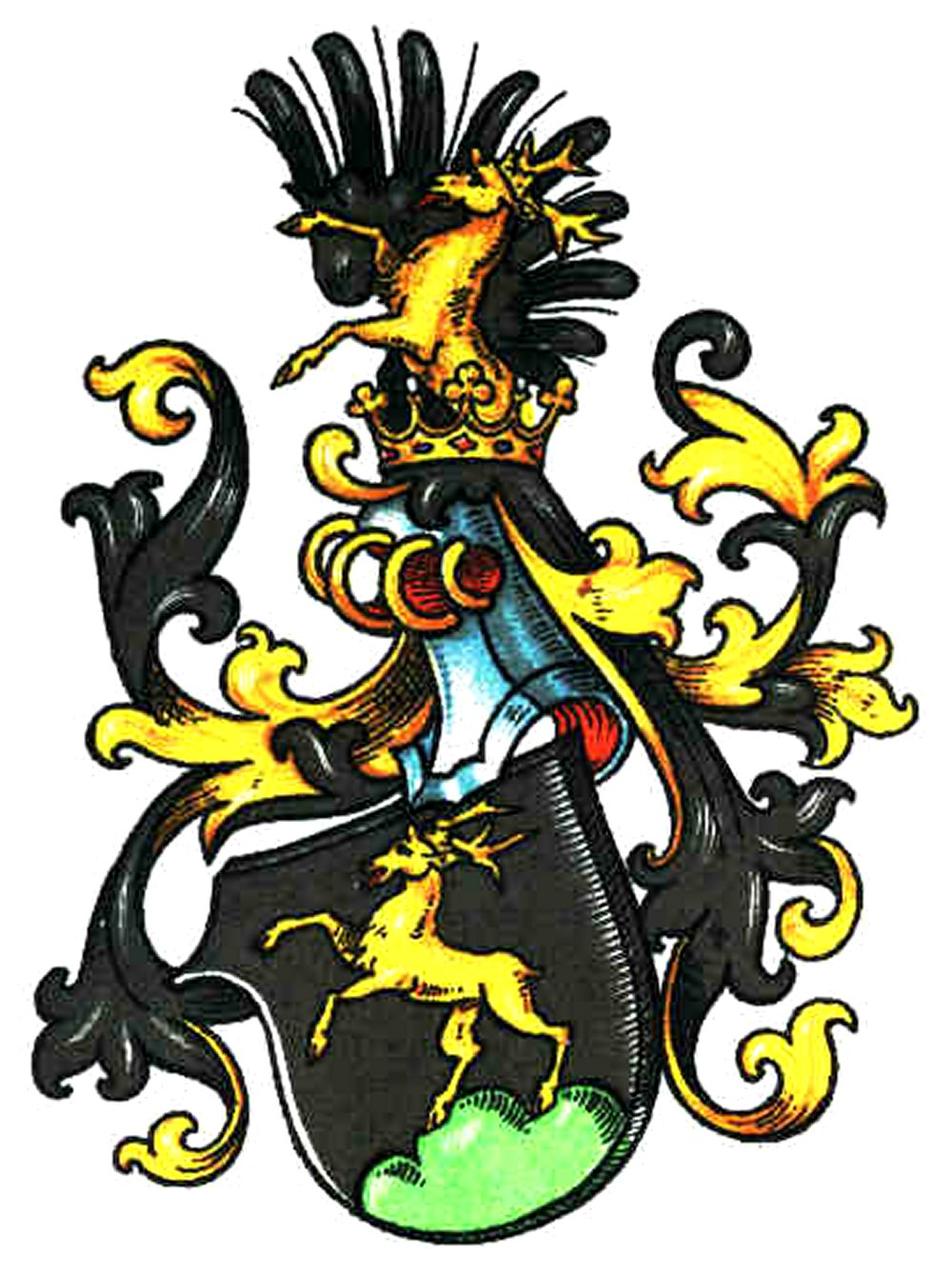
Rehdiger-Wappen im schlesischen Wappenbuch
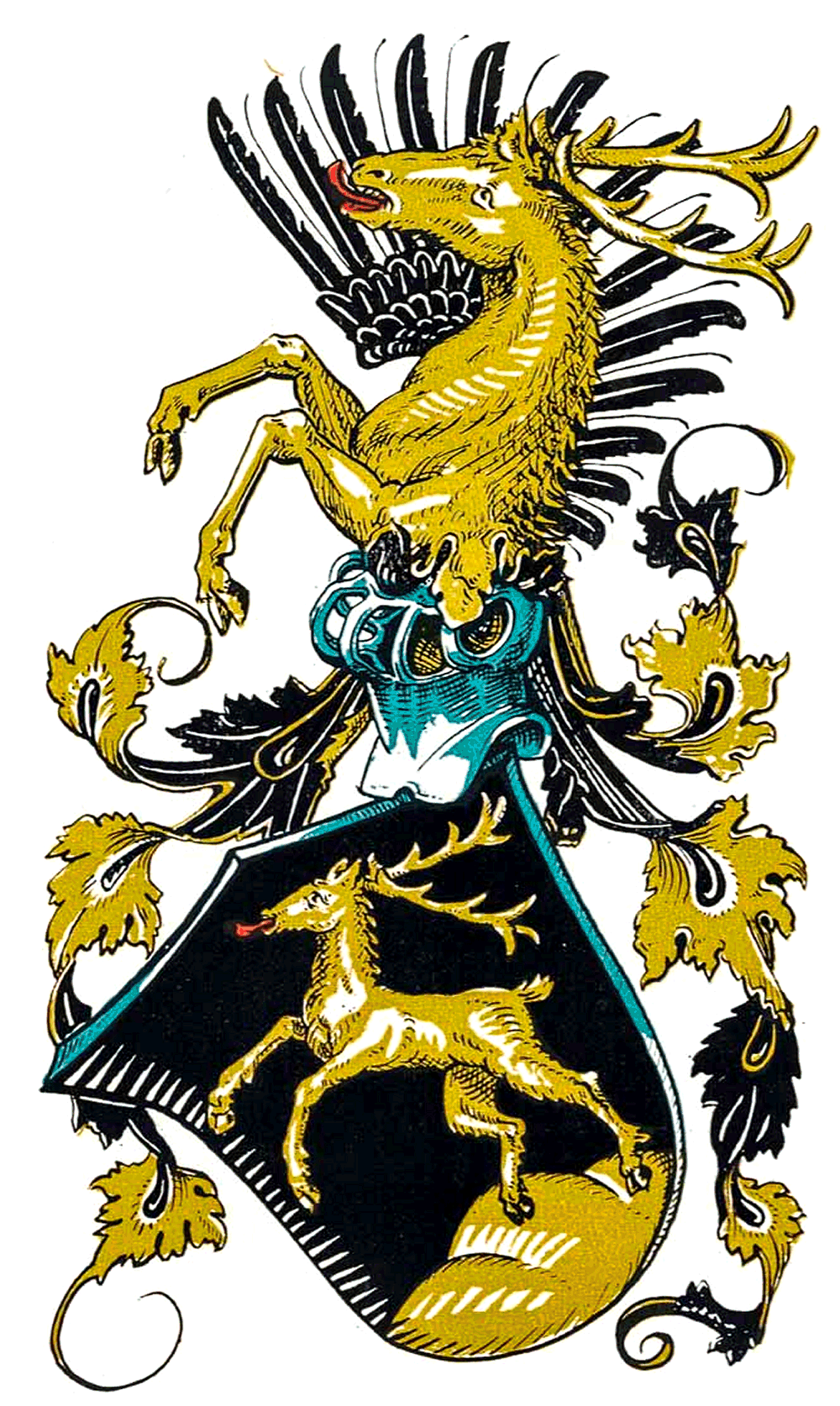
Wappen bei Rudolf Stein, in Der Rat und die Ratsgeschlechter des alten Breslau

## Angehörige
- Albrecht von Rehdiger
- Karl von Rhediger
- Nicolaus Rehdiger
- Nicolaus Rehdiger der Jüngere
- Thomas Rehdiger